# Dana Dvořáčková
Dana Dvořáčková, roz. Malá, známá též jako Dana Dvořáčková-Malá (* 1972) je česká medievalistka a básnířka.

## Životopis
Dana Dvořáčková vystudovala starší české dějiny na Ústavu českých dějin Filozofické fakulty Univerzity Karlovy, kde v roce 2002 absolvovala magisterské studium, roku 2003 obhájila rigorózní práci Skladba pražského dvora za vlády Václava II. a následně v roce 2010 pak disertační práci Splendor curiae regis. Život a kultura na dvoře posledních Přemyslovců.
V současné době působí v oddělení dějiny středověku Historického ústavu Akademie věd České republiky. V roce zde 2013 založila Výzkumné centrum Dvory a rezidence ve středověku a od té doby je jeho vedoucí. Vedle toho externě spolupracuje s Filozofickou a Pedagogickou fakultou Univerzity Karlovy a s Filozofickou fakultou Univerzity Hradec Králové. V roce 2021 se na Filozofické fakultě Univerzity Jana Evangelisty Purkyně habilitovala v oboru české dějiny.
Odborně se zaměřuje na dvorskou kulturu a prostředí doby středověku, zejména na pražský dvůr posledních Přemyslovců.
Vedle toho se věnuje také poezii, kterou publikuje pod svým rodným jménem Dana Malá.

## Dílo

### Odborné publikace
- DVOŘÁČKOVÁ, Dana, CHARVÁT, Petr, NĚMEC, Bohumír., Za zdmi kláštera: Cisterciáci v českých dějinách, Praha 2010
- DVOŘÁČKOVÁ, Dana, Královský dvůr Václava II., Praha 2011.[9]
- DVOŘÁČKOVÁ, Dana, ZELENKA, Jan. Panovnický dvůr za vlády Přemyslovců, Praha 2012.[10]
- DVOŘÁČKOVÁ, Dana, ZELENKA, Jan, a kol. Přemyslovský dvůr: Život knížat, králů a rytířů ve středověku, Praha 2014.[11]

- DVOŘÁČKOVÁ, Dana, ZELENKA, Jan, a kol. Ženy a děti ve dvorské společnosti, Praha 2015.[12]
- DVOŘÁČKOVÁ, Dana a kol. Dvůr a církev v českých zemích středověku, Praha 2017.[13]
- DVOŘÁČKOVÁ, Dana, ZELENKA, Jan, HOLÝ, Martin, STERNECK, Tomáš, Děti a dětství: Od středověku na práh osvícenství, Praha 2019.[14]
- DVOŘÁČKOVÁ, Dana, Dvůr jako téma: Výzkum panovnické společnosti v českém středověku – historiografie, koncepty, úvahy, Praha 2020.[15]
- DVOŘÁČKOVÁ, Dana, ZELENKA, Jan, ZÁRUBA, František a kol. Dvory a rezidence v proměnách času, Praha 2023.[16]

### Poezie
- Domy v řadě, 2014[17]

- Kroje, 2017[18]